# Rieussec
Rieussec település Franciaországban, Hérault megyében. Lakosainak száma 82 fő (2022. január 1.). Rieussec Boisset, Saint-Jean-de-Minervois, Saint-Pons-de-Thomières, Vélieux és Verreries-de-Moussans községekkel határos.

## Népesség
A település népessége az elmúlt években az alábbi módon változott:
| Lakosok száma | 70   | 71   | 54   | 93   | 84   | 70   | 66   | 77   | 82   | 82   |
|               | 1968 | 1982 | 1990 | 2006 | 2013 | 2015 | 2017 | 2019 | 2020 | 2022 |